# Maliniec (województwo lubelskie)
Maliniec – wieś w Polsce położona w województwie lubelskim, w powiecie janowskim, w gminie Potok Wielki. Przez wieś przepływa niewielka rzeka Łukawica.
W latach 1975–1998 miejscowość administracyjnie należała do województwa tarnobrzeskiego. Według Narodowego Spisu Powszechnego (III 2011 r.) wieś liczyła 194 mieszkańców.
| SIMC    | Nazwa  | Rodzaj    |
| ------- | ------ | --------- |
| 0803868 | Świdry | część wsi |

Zniesione części wsi: Bania, Koszarka, Siembida.

## Historia
Wieś powstała w 1836 roku poprzez karczunek lasów należących do dóbr Potoczek. Reforma z 1864 roku uwłaszczyła tu 9 gospodarzy.
W latach sześćdziesiątych XIX wieku z rąk Wolskich Maliniec przeszedł
do Wybranowskich. Pod koniec wieku wieś zamieszkiwało 74, a według pierwszego powszechnego spisu Ludności z 1921 roku 137 mieszkańców. W okresie międzywojennym powstała szkoła powszechna.

## Historyczne części wsi
Bania – część wsi, wzmiankowana w 1861 roku jako Majdan Nowy. Należała do dóbr Potoka (Wyszomirskich). W 1877 roku liczyła 3 domy i 14 mieszkańców, a według spisu z 1921 roku liczyła 6 domów i 36 mieszkańców.
Koszarka – część wsi, powstała na początku XX w. W 1921 roku był tu jeden dom zamieszkany przez 5 osób.
Siembida – część wsi, w 1783 roku na jej terenie znajdowały się „dwie budy”. W 1877 roku
występowała jako część Świder licząc 3 domy. Obecnie jest to rybakówka.
Świdry – część wsi, około 1763 roku Józef Sołtyk założył tutaj osadę leśną, której ludność zobowiązano do pomocy w polowaniach i strzeżenia lasów. Była to osada efemeryczna. W 1783 roku być może istniała
tutaj maziarnia. Ponownie Świdry zaistniały w 1820 roku w dobrach
Potok Stany, będących własnością Pruszyńskich. W 1865 roku wieś liczyła 17 domów i 98 mieszkańców. Po uwłaszczeniu powstał folwark Świdry, który w 1877 roku należał do Szmula Rozenbauma i obejmował
tartak, smolarnię, hutę szkła oraz cegielnię.
Na początku XX wieku folwark należał do J. Kleniewskiego, a we wsi istniał posterunek straży granicznej. Rozwijano gospodarkę rybną.
W 1916 roku powstała szkoła powszechna. Podczas operacji Sturmwind I partyzantka radziecka stoczyła tutaj potyczkę z Niemcami. W 1944 roku folwark Świdry obejmujący 1061 ha (w tym 425 ha wód i 600 ha
lasu) uległ parcelacji. Ostatnim właścicielem był L. Bieńkowski.